# Trilogía de Star Wars: Aftermath
Star Wars: Aftermath (en español, Star Wars: Consecuencias) es una trilogía de novelas de ciencia ficción pertenecientes al universo de Star Wars escritas por el autor estadounidense Chuck Wendig. Ambientada poco después de los eventos de la película de 1983 El retorno del Jedi, la serie explora el período de tiempo entre esa película y El despertar de la fuerza de 2015, abarcando el primer año después de la derrota del Imperio en Endor. La trilogía comenzó en 2015 con Aftermath, a la que siguieron las secuelas Aftermath: Life Debt (2016) y Aftermath: Empire's End (2017). Aftermath es uno de los proyectos de "Journey to Star Wars: The Force Awakens", una iniciativa editorial de la franquicia impulsada en 2015 para conectar The Force Awakens con entregas cinematográficas anteriores.
La trilogía Aftermath presenta como protagonistas a los personajes Wedge Antilles, un piloto de combate X-wing de la trilogía original de Star Wars, y la almirante imperial Rae Sloane, presentada como capitana en la novela de John Jackson Miller de 2014, A New Dawn, ambientada unos años antes. Wendig también presenta varios personajes nuevos, incluida la expiloto de la Alianza Rebelde Norra Wexley, su hijo adolescente Temmin "Snap" Wexley, el droide de batalla B1 reconstruido de Temmin, Mister Bones, el cazarrecompensas zabrak Jas Emari y el traidor imperial Sinjir Rath Velus, uno de los primeros personajes homosexuales en el canon de Star Wars.
La primera novela de la trilogía debutó en el puesto número 4 en la lista de los más vendidos del New York Times y en el puesto 4 en la lista de los más vendidos de USA Today.

## Publicación
En marzo de 2015, Disney Publishing Worldwide y Lucasfilm anunciaron la iniciativa editorial "Journey to Star Wars: The Force Awakens", una colección de novelas y cómics de múltiples editoriales destinadas a conectar The Force Awakens con entregas cinematográficas anteriores de la saga. Entre los primeros lanzamientos planificados, la novela original de 2015, Aftermath, se describió posteriormente como ambientada entre las películas El regreso del Jedi y El despertar de la fuerza, abordando el año después de la batalla de Endor. The Hollywood Reporter calificó la novela como "posiblemente la pieza central de la línea Journey". En julio de 2015, Del Rey confirmó que Aftermath sería la primera novela de una trilogía planificada. Aftermath se publicó el 4 de septiembre de 2015, y los títulos de las otras entregas, Life Debt y Empire's End, se anunciaron en la Comic Con de Nueva York en octubre de 2015. Life Debt se lanzó el 12 de julio de 2016, y Empire's End se lanzó el 21 de febrero de 2017.

## Impacto
La serie Aftermath presenta a los personajes Wedge Antilles, un piloto de combate X-wing de la trilogía cinematográfica original de Star Wars, y la almirante imperial Rae Sloane, presentada como capitana en la novela de John Jackson Miller de 2014, A New Dawn. Wendig presenta varios personajes nuevos en Aftermath, incluido el cazarrecompensas zabrak Jas Emari, el traidor imperial Sinjir Rath Velus, la expiloto rebelde Norra Wexley, el hijo adolescente de Norra, Temmin "Snap" Wexley, y el droide de batalla B1 reconstruido de Temmin, Mister Bones. Snap apareció a continuación en las secuelas The Force Awakens (2015) y The Rise of Skywalker (2019), interpretado por Greg Grunberg. Introducido en la primera entrega Aftermath, el oficial de SpecForces, Jom Barell, se convierte en un personaje principal como miembro del equipo en Life Debt.
Reconociendo a la lesbiana Moff Delian Mors de la novela Star Wars: Lords of the Sith de Paul S. Kemp de 2015 como el primer personaje abiertamente gay en el canon de Star Wars, Anthony Breznican de Entertainment Weekly llamó a Sinjir de Aftermath "el primer gran héroe gay" en la franquicia. Después de recibir algunas reacciones negativas de los fanáticos, Wendig defendió la inclusión de un personaje gay en su blog y escribió: "Si puedes imaginar un mundo en el que Luke Skywalker se irritaría porque hubiera gente gay a su alrededor, no entendiste por completo el objetivo de Star Wars". La trilogía también presentó al personaje secundario Cobb Vanth, el sheriff de Freetown en el planeta desértico Tatooine, a través de un capítulo interludio en cada una de las tres novelas. Vanth, conocido por haber adquirido la armadura distintiva del cazarrecompensas mandaloriano Boba Fett, es interpretado por Timothy Olyphant en la segunda temporada de la serie de Disney+ The Mandalorian.
Empire's End presenta una reaparición de Lando Calrissian, quien recupera el control de la Ciudad Nube de Bespin de manos de los imperiales que la ocupan. Chewbacca se reencuentra con su pequeño hijo Lumpawaroo, que había sido esclavizado en su planeta natal Kashyyyk. El personaje de la trilogía precuela, Jar Jar Binks, aparece en la novela, habiéndose convertido en un artista callejero que entretiene a niños refugiados pero es odiado por los adultos que lo culpan por su participación en el surgimiento del Imperio. Chris Taylor de Mashable escribió que la situación refleja la vida real en el sentido de que a los adultos no les gustaba Jar Jar en las películas, pero él entretenía a los niños. Ben Solo, el hijo de Leia y Han que se convierte en Kylo Ren, nace en el planeta Chandrila, el día en que se firma un tratado de paz entre el Imperio y la Nueva República Galáctica. Rae Sloane acuña el término "Primera Orden" mientras establece el imperio renacido que eventualmente tomará ese nombre. El General Hux, personaje introducido en la película Star Wars: El despertar de la fuerza de 2015, aparece como un niño en Empire's End; su padre es el creador del programa de entrenamiento que finalmente producirá soldados de asalto de la Primera Orden. El nombre de Hux (Armitage) y su origen como hijo ilegítimo del oficial imperial Brendol Hux fueron revelados previamente en Life Debt. El Gran Almirante Chiss Thrawn se menciona en Empire's End como la fuente de información sobre las Regiones Desconocidas que Palpatine usa en su plan de contingencia, y la novela es la primera aparición de Niima the Hutt, un señor del crimen basado en el desierto. planeta Jakku que controla a su gente controlando sus recursos. Star Wars: The Force Awakens: The Visual Dictionary (2015) y Star Wars: Rey's Survival Guide (2015) señalan que Niima Outpost lleva su nombre.

## Obras

### Aftermath(2015)
Star Wars: Aftermath (en español, Consecuencias) es la primera novela de la trilogía Aftermath de Wendig. Fue publicado por Del Rey Books el 4 de septiembre de 2015.

#### Trama
Darth Vader y el Emperador Palpatine han caído y la segunda Estrella de la Muerte ha sido destruida, pero la Alianza Rebelde, que ahora se conoce como Nueva República, aún tiene que someter por completo a las fuerzas dispersas del Imperio que quedan. Al tropezar con un centro de actividad imperial en el planeta Akiva del Borde Exterior, el piloto rebelde Wedge Antilles es capturado por la almirante Rae Sloane. Mientras tanto, su camarada de guerra Norra Wexley también llegó al planeta para reunirse con su distanciado hijo adolescente Temmin. El ex oficial imperial Sinjir Rath Velus, que vive tranquilamente en Akiva después de la desastrosa Batalla de Endor, no está contento de encontrar al Imperio en su puerta, y el último contrato del cazarrecompensas zabrak Jas Emari la lleva a una gran cantidad de objetivos valiosos.

#### Recepción de la crítica
Aftermath debutó en el puesto número 4 en la lista de los más vendidos del New York Times, y en el puesto 4 en la lista de los más vendidos de USA Today. Jared Petty de IGN otorgó a la novela una puntuación de 5,9 sobre diez, diciendo "Star Wars: Aftermath es una primera mirada bien escrita pero en última instancia decepcionante a la galaxia posterior a Endor".

### Aftermath: Life Debt(2016)
Star Wars: Aftermath: Life Debt (en español, Consecuencias: Deuda de vida) es la segunda novela de la trilogía. Fue publicado por Del Rey Books el 12 de julio de 2016.

#### Trama
La expiloto de la Alianza Rebelde Norra Wexley, su hijo adolescente Temmin, el cazarrecompensas zabrak Jas Emari, el ex oficial imperial Sinjir Rath Velus y el oficial de SpecForces Jom Barell se han convertido en un equipo heterogéneo que trabaja para reunir a los imperiales que la Nueva República quiere traer justicia. Recién salido de su última misión, la general Leia Organa le pide al equipo que encuentre a su esposo Han Solo, quien desapareció durante una misión personal para liberar a los wookiees en el planeta esclavizado Kashyyyk. El grupo encuentra a Han y lo ayuda a liberar a Chewbacca encarcelado y a una veintena de prisioneros imperiales de larga data, entre ellos el marido de Norra, Brentin.
Bajo la guía secreta del ex asesor del difunto Emperador Palpatine, Gallius Rax, la Gran Almirante Rae Sloane trabaja para consolidar los restos de las fuerzas del Imperio. Rax revela la existencia de una extensa flota imperial y reúne a un grupo selectivo de antiguos imperiales para formar su "Consejo en la Sombra". Aunque sus objetivos parecen alineados, Sloane desconfía cada vez más de Rax a medida que comienza a descubrir el alcance de sus maquinaciones.

#### Recepción de la crítica
Jared Petty de IGN otorgó a la novela una puntuación de 6,8 sobre 10, diciendo "Star Wars Life Debt: Aftermath es un regreso interesante pero desigual a una galaxia muy, muy lejana".

### Aftermath: Empire's End(2017)
Star Wars: Empire's End (en español, Consecuencias: El fin del Imperio) es la tercera y última novela de la trilogía. Fue publicado por Del Rey Books el 21 de febrero de 2017.

#### Trama
Utilizando información obtenida del cazarrecompensas Mercurial Swift, el equipo de la expiloto de la Alianza Rebelde Norra Wexley, su hijo adolescente Temmin, el cazarrecompensas zabrak Jas Emari y el ex oficial imperial Sinjir Rath Velus rastrean a la Gran Almirante Rae Sloane hasta el desolado planeta Jakku.

#### Recepción de la crítica
Sean Keane del New York Daily News calificó Empire's End como una "conclusión emocionante" de la trilogía.